# Радна Вас
Радна Вас (словен. Radna vas) — поселення в общині Мокроног-Требелно, регіон Південно-Східна Словенія, Словенія.